# Adventure Capitalist
Adventure Capitalist, estilizado como AdVenture Capitali$t! y abreviado tan AdCap, es un videojuego incremental desarrollado por Hyper Hippo Producciones y publicado por Kongregate para Windows, iOS, Android, OS X, Linux y Adobe Centellear, el 30 de marzo de 2015, y para PlayStation 4 el 16 de agosto de 2016 en América del Norte.
Adventure Capitalist permite a los jugadores vivir como un capitalista e invertir fondos en ciertos productos para generar ingresos, empezando por un simple puesto de limonada. Cuantos más ingresos generen, más dinero en efectivo posee el jugador. Un jugador puede recibir una bonificación de ángel cuándo resetea su progreso, lo que aumenta los ingresos obtenidos en todos los productos durante se siguiente aventura. Desde el lanzamiento del juego original nuevas áreas se han añadido, permitiendo adquirir propiedades en la Luna y Marte.
Un spin-off llamado Adventure Communist, también desarrollado por Hyper Hippo, fue lanzado en Steam en mayo del 2016 y está actualmente en la lista de "Early Access" de dicha plataforma.

## Gameplay
Existen tres áreas en las que adquirir propiedades: La Tierra, la Luna y Marte. El jugador comienza en La Tierra. Empiezas con una sola propiedad: un puesto de limonada. Obtendrás dinero al tocarlo con el paso del tiempo.
Una vez tengas bastante dinero, podrás comprar un segundo puesto de limonada, o una propiedad diferente que tardará más tiempo en generar ingresos. Una vez el jugador haya elegido entre las 2 opciones mencionadas, el plazo para cerrar el trato correrá automáticamente, es decir que puede obtenerse incluso estando offline.
También se puede invertir en mejoras para añadir multiplicadores a los ingresos de cualquier propiedad.
Cuando el jugador alcanza 1 trillón de dólares en la Tierra, puede empezar a invertir en otra área.
Una vez hecho, dicha área se desbloqueará en 200 horas (8 días y 8 horas), que se pueden acelerar viendo video-publicidades, usando Inversores Angelicales, Mega Bucks, u oro.
El oro se puede comprar vía "In-app purchase" con dinero real y puede usarse para cosas como conseguir Inversores Angelicales sin resetear el progreso, conseguir dinero instantáneamente, y más. Los Mega Bucks se compran por un precio inicial de 1 decillón de la moneda de la zona, que será multiplicado por un multiplicador dado (descrito en el juego como "Inflacíón") cada vez que se compre.
Cuando un jugador tenga al menos 10 Mega Bucks, podrá comprar un Ticket Dorado, que al usarse como una mejora de una propiedad aumentará los ingresos con un multiplicador ×7.77, permanentemente. Después de haber mejorado un planeta completo se obtendrá una mejora adicional de ×10 (sumada, no multiplicada, a la mejora actual), conformando un multiplicador de mejora de ×17.77 (no de ×77.7), que podrá ser ampliado usando más Mega Bucks.
Desde octubre de 2015, los jugadores pueden además jugar por un tiempo limitado eventos especiales como Halloween o Viernes Negro, así como otros de las diversas fiestas del año. Estos eventos como las áreas principales, pero solo están desbloqueadas durante los días en que se celebra el evento. Si un jugador completa al menos uno de los objetivos del evento obtendrá una medalla, que se podrá ver en la sección 'Swag & Stats' del juego. Según el jugador progrese en algunos eventos podrá obtener oro gratis o Mega Bucks, según lo que desbloquee, e incluso podrá obtener un medalla especial que al equiparsela le brindará mejoras específicas a sus propiedades.
Desde el evento de actualización "The Love of Money", la sección Swag & Stats pasó a llamarse Career, y adquiriendo una página de Stats renovada, y secciones de Soporte (Support), Swag y Noticias (News). Así mismo, ahora está la opción de volver mujer al capitalista.
Las notas de actualización de la versión 4.2 de Adventure Capitalist declara que los eventos mensuales volverán a ocurrir en meses aleatorios (a excepción de aquellos que pertenezcan a una fiesta específica). Especialmente, el evento de The Love of Money cada octubre, con más y mayores recompensas de Oro y Mega Bucks que desbloquear.

## Recepción
El juego recibió mayormente revisiones negativas y mixtas de los críticos. Pocket Gamer criticó negativamente el juego por dar poca recompensa según el progreso, y declaró que los logros eran insípidos. La revisión también señaló que las "In-App Purchases" eran demasiado caras, catalogando el juego como "una pérdida de tiempo sin sentido" y "falto de aventura". Una revisión de 148Apps tuvo opiniones similares, catalogando el juego como "optimista" pero "una perdida de tiempo". A pesar de esto, Adventure Capitalist mantiene un índice de críticas global de "muy positivo" en Steam.